# Dwór w Steklinie

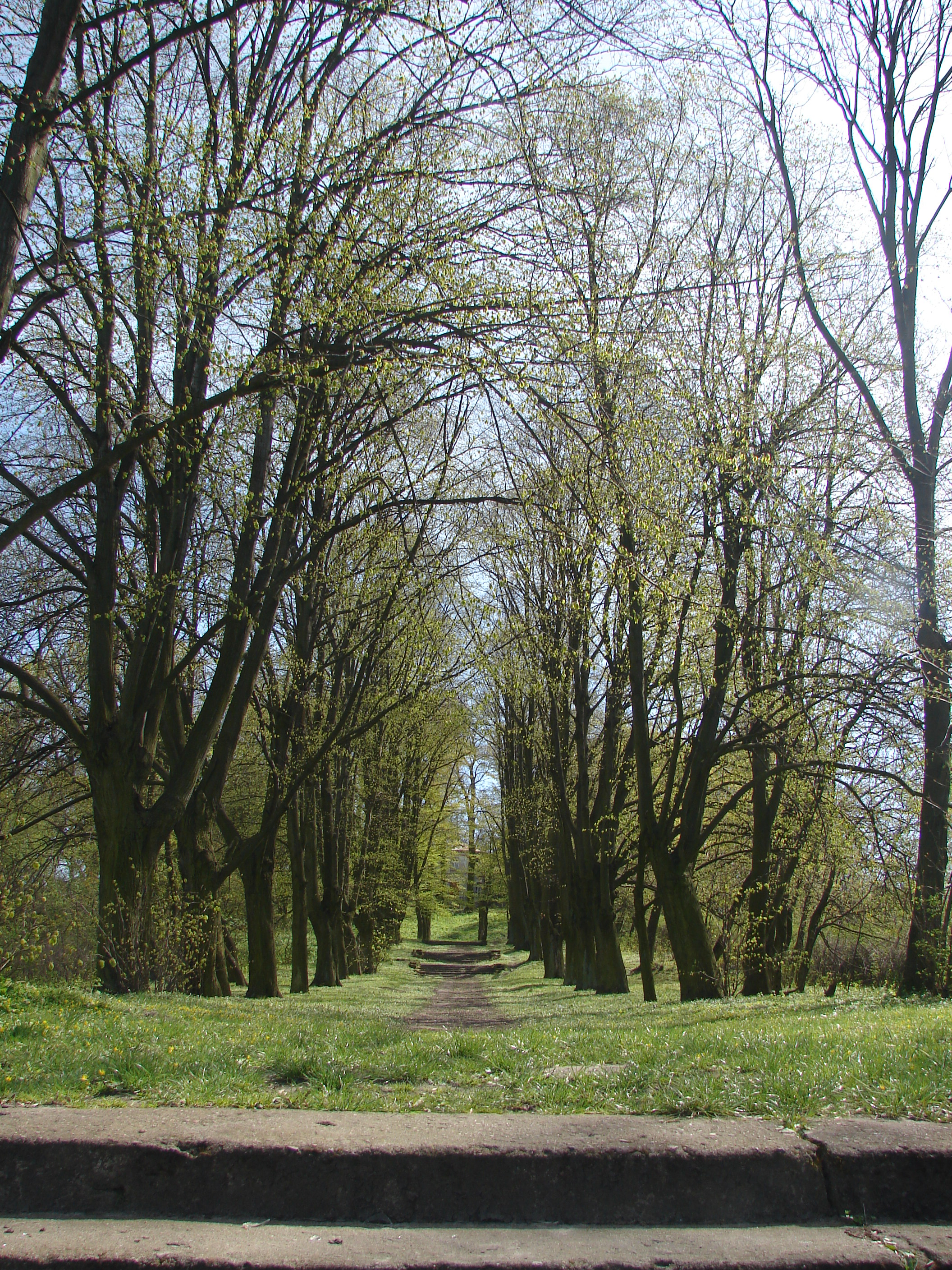
Zespół parkowy – aleja główna

Dwór w Steklinie późnoklasycystyczny dwór w Steklinie został wybudowany ok. połowy XIX wieku.
Właścicielami majątku była rodzina Zielińskich herbu Świnka. Na początku XX w. wykupują go Linowscy i są jego właścicielami aż do wybuchu II wojny, kiedy majątek przejęli Niemcy. W 1945 całość dóbr przejęta została przez Państwowe Nieruchomości Ziemskie. Dwór przeszedł remonty i prace adaptacyjne w latach 1952, 1966, 1976. W budynku znajduje się 17 pokoi oraz 9 pomieszczeń piwnicznych.
Wokół dworu znajduje się park założony w połowie XIX wieku. Rośnie w nim wiele gatunków drzew i krzewów. Zachowana aleja główna biegnie od dworu do brzegów Jeziora Steklińskiego.
W majątku zachowały się budynki inwentarskie i magazynowe z przełomu XIX/XX wieku oraz spichlerz zbożowy.
11 stycznia 1988 r. zespół dworski został wpisany do rejestru zabytków pod numerem 250/A. Obecnie jest własnością Stacji Hodowli Roślin Ogrodniczych. 